# El Zapotal, Tres Valles
El Zapotal är en ort i Mexiko.   Den ligger i kommunen Tres Valles och delstaten Veracruz, i den sydöstra delen av landet, 300 km öster om huvudstaden Mexico City. El Zapotal ligger 39 meter över havet och antalet invånare är 281.
Terrängen runt El Zapotal är mycket platt. Runt El Zapotal är det ganska tätbefolkat, med 160 invånare per kvadratkilometer. Närmaste större samhälle är Tuxtepec, 18,3 km söder om El Zapotal. Trakten runt El Zapotal består till största delen av jordbruksmark.